# إيفان غورانوف
ايفان غورانوف (بالبلغارية: Иван Горанов) (10 يونيو 1992 في بلغاريا - ) هو لاعب كرة قدم بلغاري في مركز الوسط. شارك مع منتخب بلغاريا تحت 21 سنة لكرة القدم. أما مع النوادي، فقد لعب مع ليفسكي صوفيا ونادي بيروي ستارا زاغورا ونادي ليتكس لوفتش وPFC Litex Lovech II ‏.

## وصلات خارجية
- إيفان غورانوف على موقع الاتحاد الأوربي (الإنجليزية)
- إيفان غورانوف على موقع قاعدة بيانات كرة القدم.إي يو (الإنجليزية)
- إيفان غورانوف على موقع ناشيونال فوتبول تيمز (الإنجليزية)
- إيفان غورانوف على موقع Soccerway.com (الإنجليزية)